# Samtgemeinde Tostedt
La comunità amministrativa di Tostedt (Samtgemeinde Tostedt) si trova nel circondario di Harburg nella Bassa Sassonia, in Germania.

## Suddivisione
Comprende 9 comuni:
1. Dohren
2. Handeloh
3. Heidenau
4. Kakenstorf
5. Königsmoor
6. Otter
7. Tostedt
8. Welle
9. Wistedt

Il capoluogo è Tostedt.